# Félfedelesszárnyúak
A félfedelesszárnyúak (Hemiptera) az ízeltlábúak törzsének és a rovarok osztályának egyik rendje. Egyes szerzők szipókás rovarok (Rhynchota) néven említik őket. Ez a nem teljes átalakulással fejlődő rovarok legnagyobb és legváltozatosabb csoportja.

## Megjelenésük, felépítésük
Három torszelvényükből a két hátulsóból rendszerint egy-egy pár szárny nő úgy, hogy a közép-és utótor egységes szárnytorrá nőtt össze. Tudományos és magyar nevüket is arról kapták, hogy elülső pár szárnyuk rendszerint félfedővé (hemielytrum) alakult: alapja szívós, a csúcsa viszont hártyaszerű (Urania).
Fő ismertető jegyük sajátos, minden más rovarrendétől eltérő felépítésű szájszervük, a szipóka (szívócsőr, szipcsőr), amely a többi rovar alsó ajkának és alsóajaki tapogatójának felel meg. A szipóka többnyire ízelt és vályú alakú; ebben a vályúban helyezkednek el a szúró- és szívóserték. A páros felső és alsó állkapocsból kívülről semmi sem látható, mert mélyen besüllyedtek a fejbe. Ezekből alakult ki a fej belsejében a négy hosszú, kitin anyagú és szálkaszerű, kiölthető és behúzható szúró- és szívóserte. A serték a teljes szipókán végighúzódnak, és végük egy sajátságos szerkezettel kitolható és visszahúzható.

## Életmódjuk, élőhelyük
Ragadozók, növényi és állati élősködők egyaránt akadnak közöttük. Általánosan szabály, hogy a ragadozó és állati élősködő taxonok szipókája előre vagy enyhén felfelé áll, a növényi élősködők szipókája a testtel derékszöget bezárva lefelé néz (Urania).
A rovar a két szélső, a felső állkapcsoknak (maxilla) megfelelő szúróserte hegyes, gyakran hátrahajló horgocskákkal ellátott végével szúrja meg a kiválasztott növényt vagy állatot, és az így kapott ki sebbe illeszti be a két belső, az alsó állkapcsoknak (mandibula) megfelelő szívósertét. Ezek belső oldalán két-két mélyedés húzódik végig, és így a két sertét egymáshoz illesztve bennük két szűk, hosszanti csatorna alakul ki. A rovar a felső csatornán át kevés nyálat fecskendez a sebbe. A tulajdonképpeni szívócső az alsó hosszanti csatorna, a rovar ezen szívja föl a táplálékát, a vért vagy növényi nedveket (Brehm).

## Rendszertani felosztásuk
A rendet öt alrendre bontják:
- kabócák (Auchenorrhyncha)
- énekeskabóca-alkatúak (Clypeorrhyncha, korábban: Cicadomorpha)
- mohaszipókások (Coleorrhyncha)
- poloskák (Heteroptera)
- növénytetvek (Sternorrhyncha)